# Hermann Emil Fischer
Hermann Emil Fischer (Euskirchen, Imperio alemán, 9 de octubre de 1852-Berlín, 15 de julio de 1919) fue un químico alemán. Descubridor del barbital (primer somnífero del grupo de los barbitúricos), fue galardonado con el Premio Nobel de Química en 1902.

## Biografía
Comenzó a trabajar en los negocios familiares con su padre, hasta que este lo mandó a la universidad, alegando que el hijo era incompetente para los negocios. Fischer ingresó entonces a la Universidad de Bonn en 1872 para estudiar química, aunque se cambió luego a la Universidad de Estrasburgo. Se doctoró en 1874, con un estudio sobre la fenolftaleína, y consiguió un puesto académico en la universidad.
Siguiendo a uno de sus profesores, se convirtió en profesor de química en la Universidad de Múnich en 1875 y en 1881 se mudó a la Universidad de Erlangen-Núremberg, antes de pasar a la Universidad de Wurzburgo en 1888, donde se establecería hasta 1892, cuando se trasladó a la Universidad Humboldt de Berlín, donde permaneció el resto de su vida.

## Investigaciones científicas
Durante su estancia en Verona descubrió, junto al médico Josef von Mering, el veronal o barbital, el primer somnífero del grupo de los barbitúricos.
En sus investigaciones demostró que las proteínas están compuestas por cadenas de aminoácidos y que la acción de las enzimas es específica, efectuando la hidrólisis de las proteínas complejas en aminoácidos. También desarrolló el modelo de llave-cerradura de las enzimas, por el cual postulaba que la estructura del sustrato debía acoplarse perfectamente al centro activo, del mismo modo que una llave encaja en una cerradura, de modo que si esto no era así no se llevaría a cabo la catálisis. En su trabajo sobre los glúcidos determinó la estructura molecular de la glucosa y la fructosa (entre otros 13 azúcares). Además, fue el primer químico que planteó la fórmula de derivados de la purina, como por ejemplo el ácido úrico y la cafeína.
En 1902 le fue concedido el Premio Nobel de Química por sus estudios de síntesis del grupo de la purina.
También estableció un vínculo entre la biología, la química orgánica y la estereoquímica.

## Eponimia
- Su nombre forma parte de varios procesos químicos, como la proyección de Fischer, la síntesis de péptidos de Fischer, la reducción de Fischer y otras. Las medallas otorgadas por la Sociedad Alemana de Química llevan su nombre.
- El cráter lunar Fischer lleva este nombre en su memoria y en la del químico alemán del mismo apellido Hans Fischer (1881-1945).

## Hidratos de carbono
En 1876 descubrió la fenilhidracina, compuesto que le sería muy útil posteriormente pero que le provocó un eczema crónico. Su trabajo supuso una ordenación de la química de los hidratos de carbono, en parte gracias al empleo de fenilhidracina. Esta investigación proporcionó la síntesis de una serie de azúcares; su mayor éxito fue la síntesis de la glucosa, de la fructosa y de la manosa en 1890.

## Aminoácidos
En 1899 comenzó a trabajar con los péptidos y las proteínas (especialmente la albúmina). Fischer vio con claridad su naturaleza común como polipéptidos lineales derivados de los aminoácidos, estableció los principios para su síntesis y consiguió sintetizar un octadecapéptido, formado por 15 residuos de glicina y 3 de leucina. Previamente había sido el primero en sintetizar, junto a Forneau, el dipéptido glicil-glicina y publicó un trabajo sobre la hidrólisis de la caseína. Utilizando los métodos de separación e identificación de aminoácidos descubrió un nuevo tipo de ellos, los aminoácidos cíclicos: prolina y oxiprolina. Todos estos trabajos llevaron a una mejor comprensión de las proteínas y constituyeron la base para posteriores estudios.

## Compuestos heterocíclicos
Fischer descubrió además la composición de múltiples sustancias relacionadas con el ácido úrico, la cafeína y la teobromina; en 1884 identificó las purinas, dos de las cuales (guanina y adenina) forman parte de la estructura de los ácidos nucleicos. Mientras estaba en Erlangen estudió y sintetizó los principios activos del té, del café y del cacao (especialmente cafeína y teobromina). Consiguió sintetizar las purinas en 1898.
En 1903, Mering y Fischer sintetizaron el ácido dietilbarbitúrico (también conocido con los nombres de barbital y veronal), primer compuesto de acción lenta derivado del ácido barbitúrico; el nombre de veronal se debe a que las noticias del buen resultado de los ensayos realizados sobre el producto llegaron cuando Fischer se encontraba en Verona. Con ello Fischer creó una clase totalmente nueva de medicamentos: los barbitúricos.
| Predecesor: Jacobus H. van 't Hoff | Premio Nobel de Química 1902 | Sucesor: Svante A. Arrhenius |

- Datos: Q70554
- Multimedia: Hermann Emil Fischer / Q70554